# Кристиян Пешов
Кристиян Пешов (роден на 16 юни 1997 г.) е български футболист, който играе като полузащитник за Септември София.

## Кариера
Пешов започва да тренира футбол на 9 години в школата на ЦСКА (София). Преминава през всички възрастови гарнитури на армейците, но през 2016 г. напуска клуба и подписва първи професионален договор със Созопол.
За Созопол Пешов записва 56 мача с 13 гола за два сезона във Втора лига.
През лятото на 2018 г. Пешов подписва договор със Славия (София).